# Tecnobus Gulliver
Le Tecnobus Gulliver est un minibus électrique à plancher surbaissé fabriqué par la société italienne Tecnobus depuis 1994. 
Jusqu'à présent, cinq générations se sont succédé avec des capacités de 25 à 35 passagers dont 8 assis, en version électrique à batteries, au plomb, sodium-ion ou pile à combustible Fuel Cell.
De 1994 à 2019, Tecnobus a mis en service plus de 600 exemplaires, du Gulliver des trois générations avec des exportations notamment en Espagne, Belgique, Norvège, Allemagne, Grande-Bretagne, Portugal / Madère, France, Canada, Taïwan, Slovénie et Grèce. À la suite de difficultés, l'entreprise a été mise en sommeil en 2019. En décembre 2021, la société a été rachetée par le groupe italien ICAP, spécialiste des systèmes complexes d'automation et robotique de précision.
En Italie, de nombreuses villes en sont équipées dont Rome (+ de 152 ex), Florence, Lucca, Forlì, Cesena, Ustica, Amalfi, Bari, Augusta, Catania, Naples, Asti, Spoleto, Foggia et Urbino.

## Historique

### 1regénération U500 ESP[7](1994)

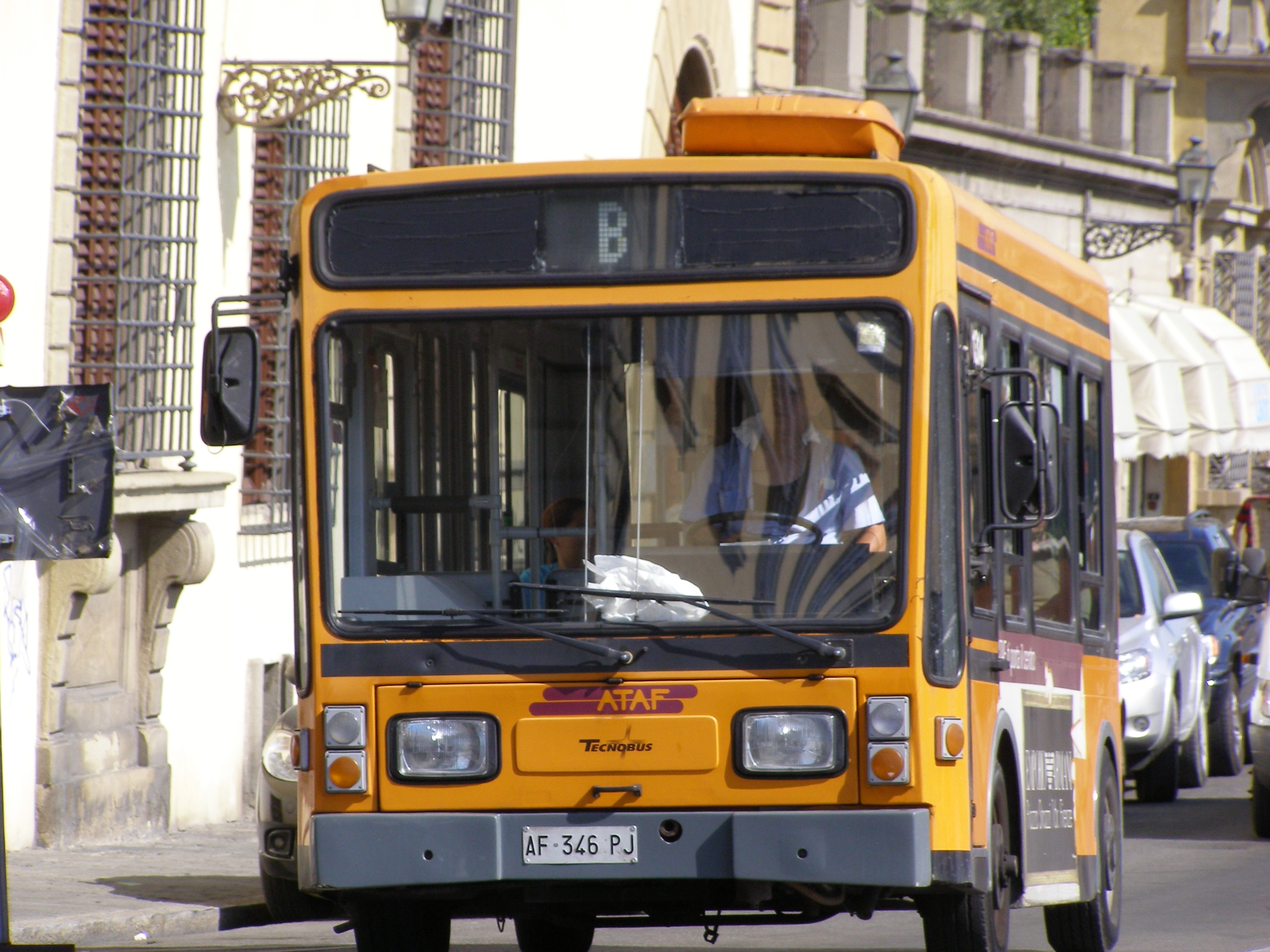
Tecnobus Gulliver 1ère génération 1996 (ATAF Florence)

Le Gulliver de 1ère génération a été présenté en 1994 pour satisfaire la demande de la compagnie de transport romaine ATAC. Les batteries étaient au plomb, installées sous forme de pack qui pouvait être remplacé en quelques minutes pour être rechargée sur un poste équipé. L'ATAC a, encore en 2022, les 52 exemplaires Gulliver 1ère génération en service actif qui cumulent en moyenne, selon l'ATAC, 1,5 million de km chaque année. L'autonomie du véhicules était de 60/80 km ou 13 heures de service. Les Gulliver étaient livrés avec 2 jeux de batteries, leur échange se révélant souvent nécessaire en milieu de journée selon le tracé (pentes) et le nombre de passagers transportés. Les deux packs de batteries au plomb étaient facilement extractibles via un chariot élévateur, l'opération dépose et remplacement des batteries ne durait pas plus de 5 minutes. Une durée de recharge de 4 à 6 heures était suffisante pour obtenir une charge complète, sous réserve de disposer d'une borne de puissance adéquate.

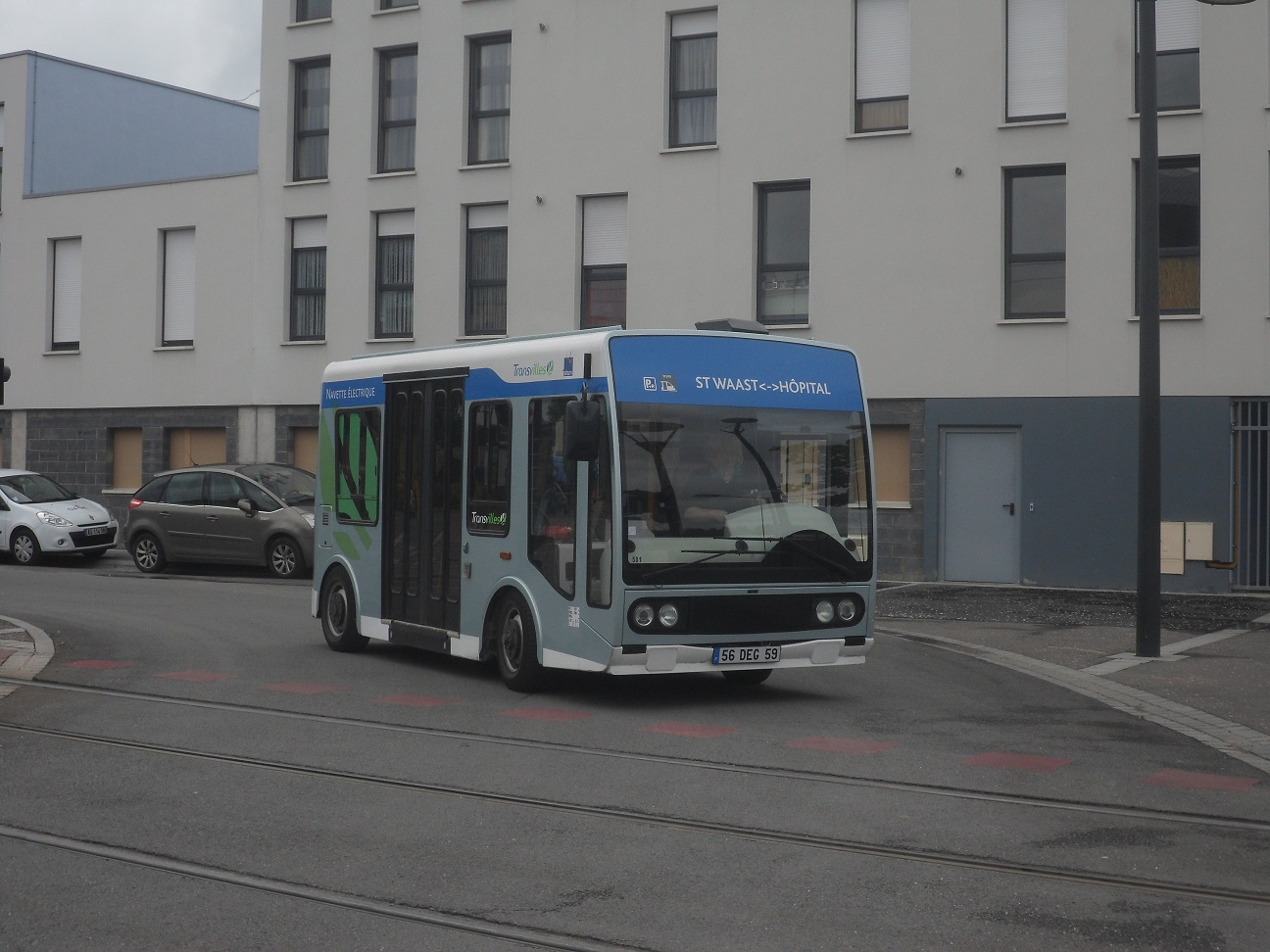
Gepebus Oreos 22 à valenciennes (2001)

#### Gepebus Oréos 22 (2001-2008)
En France, de 2001 à 2008, le Gulliver U500 ESP puis le U520 ESP ont été importés par la société Gepebus qui les a commercialisés sous le nom Gepebus Oréos 22. Il était homologué pour un total de 22 passagers dont 8 assis. 50 minibus ont été vendus à des compagnies de transport françaises qui l'ont utilisé sur des navettes de centre-ville comme Arcachon, Bordeaux, Cannes, La Rochelle, Toulouse, Amiens, Bayonne, Tarbes, Le Touquet-Paris-Plage, Fréjus, Maubeuge, Avignon, etc….

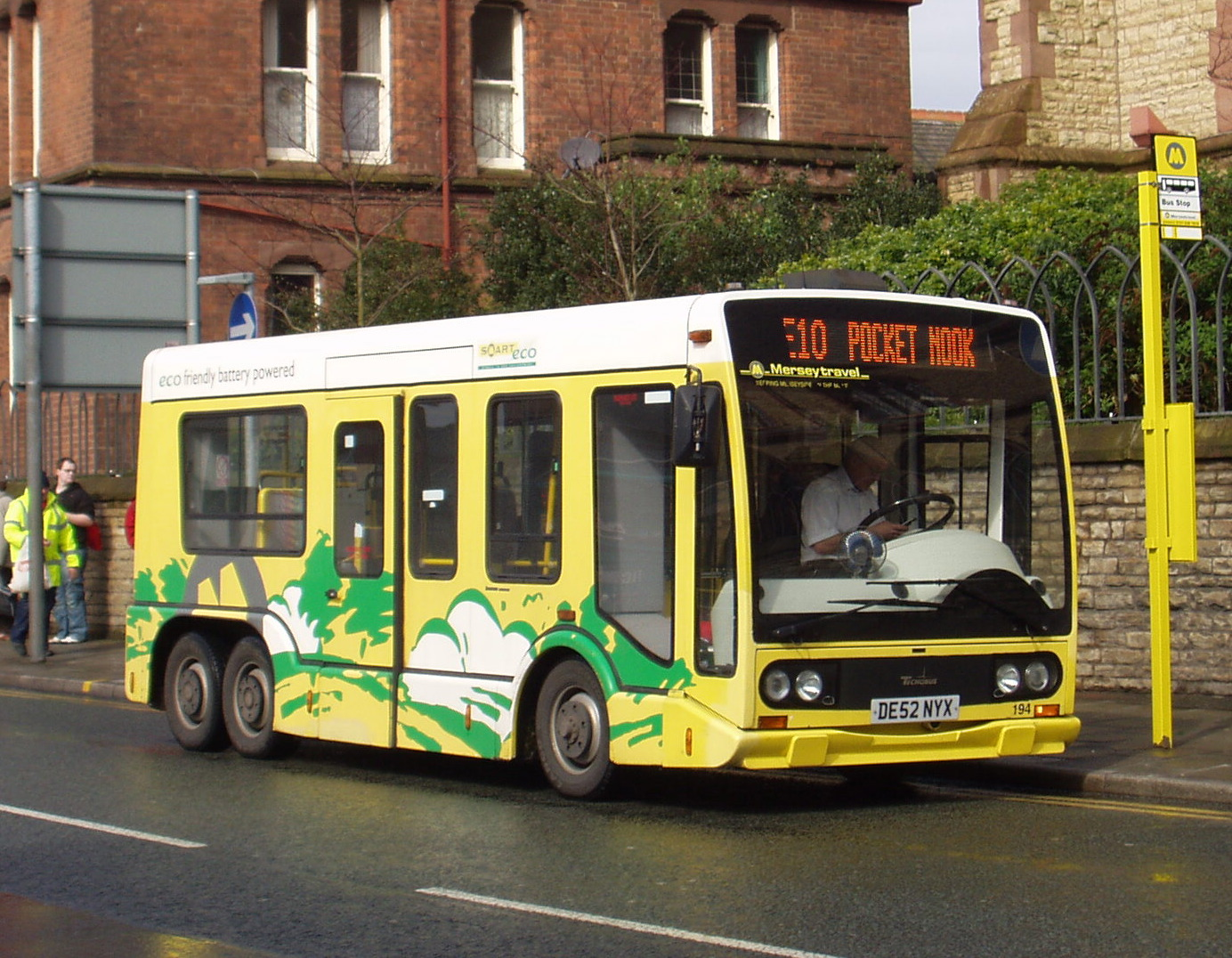
Tecnobus Pantheon

#### Tecnobus Pantheon U620EUK (2002-2003)
Une variante allongée du modèle est connue sous le nom de Pantheon. Ce véhicule a été conçu pour satisfaire la législation britannique sur les transports de personnes en milieu urbain qui impose un nombre minimal de places assises (11). Il comporte 3 essieux afin d'augmenter le nombre de personnes transportées et satisfaire à la réglementation UK. 16 exemplaires ont été fabriqués dans cette configuration, 14 en 2002 et 2003 et 2 en 2018 :
- 8 en Italie : 3 à l'ATR Forlì, 4 au CLP Naples et 1 à l'AST Sicile (2018).
- 8 à l'exportation : en Grande Bretagne à Liverpool et en Espagne à Castelleon (2018).

### 2egénération U520 ESP (2003)
Cette génération a été le premier type de véhicule de cette taille à obtenir une homologation conformément à la directive européenne 2001/85/CE, avec le référencement du Gulliver en Classe I, c'est-à-dire capable de transporter plus de 22 passagers. L'ATAC de Rome a acquis plus de 100 exemplaires de ces nouveaux Gulliver 2.

### 3egénération U520 ESP/LR (2008)
En 2008, Tecnobus a présenté une nouvelle génération de son minibus électrique Gulliver, dotée de batteries de haute technologie ZEBRA Ni/NaCl de 71 kWh qui ont permis d'augmenter considérablement l'autonomie des véhicules (130/150 km) même en utilisant en permanence la climatisation. Cette nouvelle génération a été adoptée par les sociétés de transports urbains de Rome, Taiwan et au Canada, malgré les conditions climatiques extrêmes. Le Gulliver 3 peut transporter 31 passagers dont 8 assis, ou 24 passagers dont 8 assis et 1 PMR sur fauteuil handicapé.

### 4egénération U530 ESP (2012)
En 2012, Tecnobus présente une nouvelle génération de son minibus électrique Gulliver, dotée de batteries de haute technologie ZEBRA Ni/NaCl de 71 kWh qui permettent une autonomie des véhicules même en utilisant en permanence la climatisation. Cette nouvelle génération a été adoptée par les sociétés de transports urbains de Rome, Taiwan et au Canada, malgré les conditions climatiques extrêmes. Le Gulliver 3 peut transporter 31 passagers dont 8 assis, ou 24 passagers dont 8 assis et 1 PMR sur fauteuil handicapé,,.

### Gulliver Fuel Cell Hybrid Hydrogène (2005)

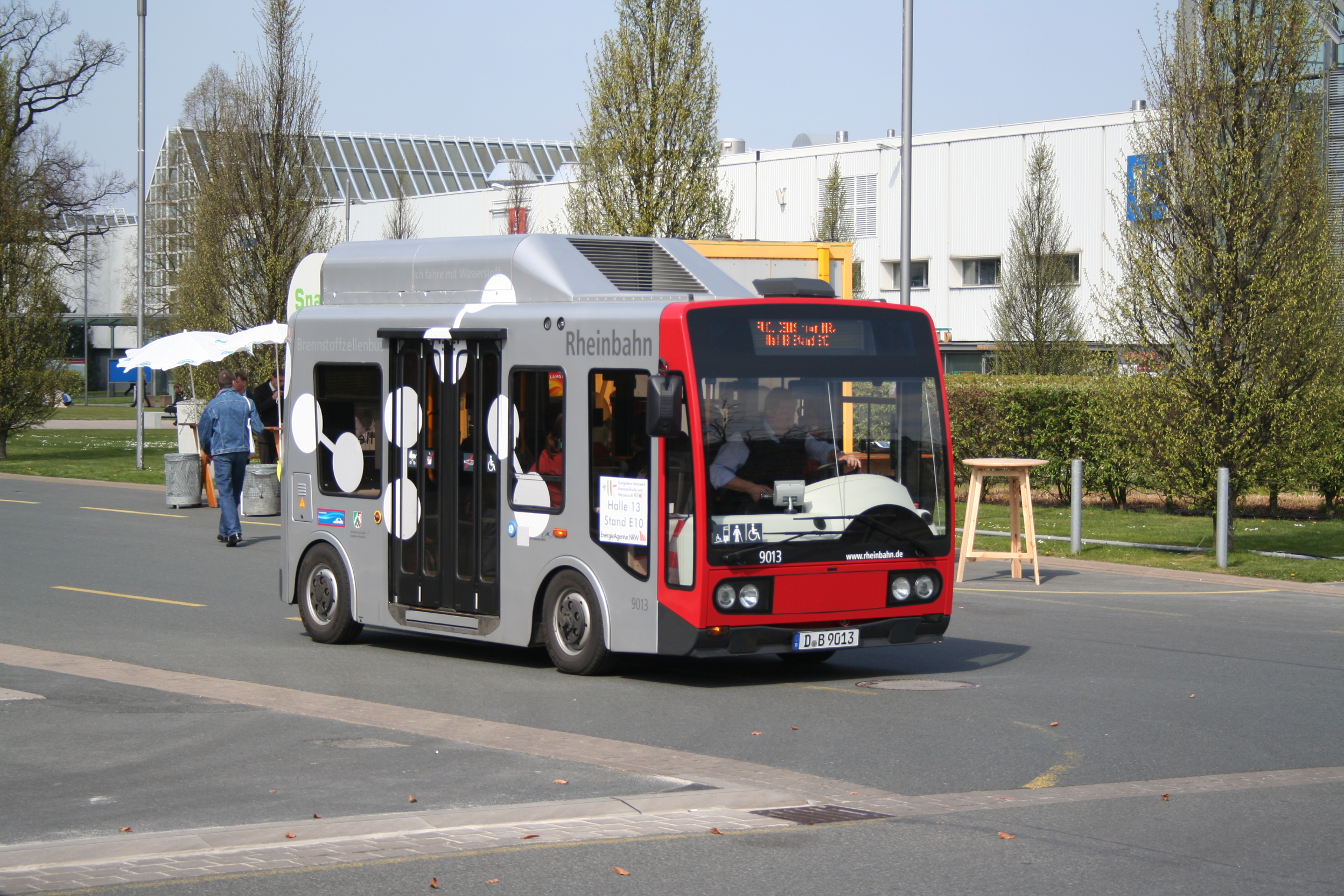
Gulliver Fuel Cell à Hannovre (2006)

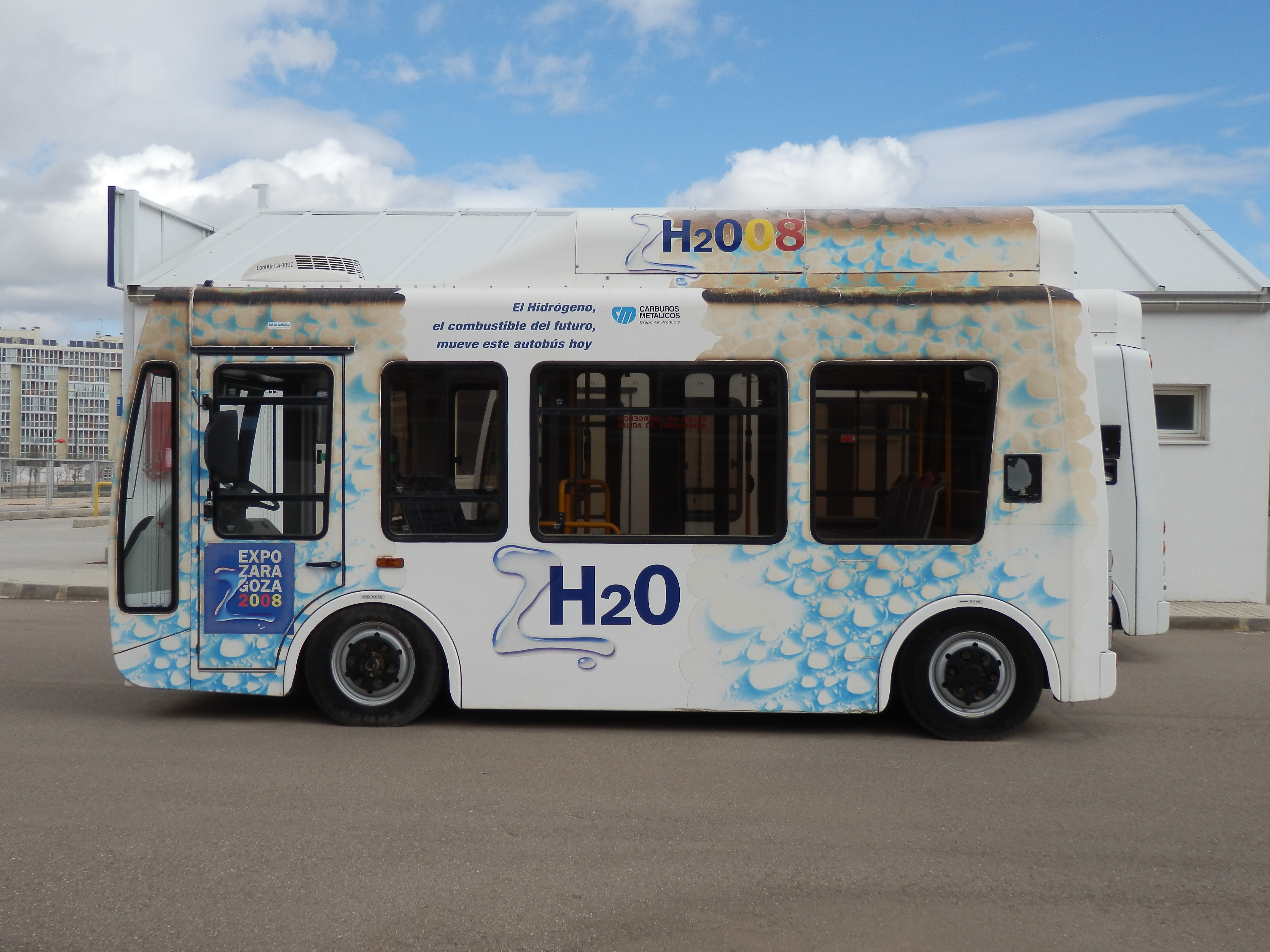
Tecnobus hydrogène en service à Saragosse (Espagne) (2008)

Avec le concours de la branche allemande d'Hydrogenics, Tecnobus a présenté à la Foire de Hanovre 2006 le Gulliver Fuel Cell Hydrogen. En démonstration lors de cet événement international qui a duré 5 jours, le minibus hybride à pile à combustible a parcouru 405 kilomètres et consommé au total 10,1 kg d'hydrogène. Environ 800 personnes ont pris le bus pour se déplacer entre les 13 bâtiments de l'évènement. Le système de pile à combustible et batteries de 72 V produit 25 kW de puissance totale avec un couple de 235 Nm. Le véhicule a une vitesse maximale bridée à 33 km/h. Deux réservoirs de 2,9 kg montés sur le toit stockent 5,8 kg d'hydrogène comprimé.
Le principal avantage de ce minibus est son autonomie de 200 km en pleine charge avec un seul plein d'hydrogène, comparé aux 60/80 km que le même bus peut parcourir avec des batteries au plomb standard, ou les 130 km avec des batteries de haute technologie Ni/NaCl. Seul le coût élevé de la charge d'hydrogène reste un point faible.
Plusieurs exemplaires de ce modèle ont été livrés à l'ATAC de Rome, à Düsseldorf et, en 2008, à Saragosse (Espagne).